# Заминување од Пасквелија
„Заминување од Пасквелија” је југословенски и македонски ТВ филм из 1992. године. Режирао га је Иван Митевски а сценарио су написали Русомир Богдановски и Живко Чинго.

## Улоге
| Глумац                 | Улога         |
| ---------------------- | ------------- |
| Јорданчо Чевревски     | Аргил         |
| Синоличка Трпкова      | Етја          |
| Илија Милчин           | Стариот Аргил |
| Мето Јовановски        | Орсе          |
| Петре Арсовски         | Арџо          |
| Софија Куновска        | Арна          |
| Ненад Стојановски      | Растаков      |
| Силвија Стојановска    | Василка       |
| Никола Коле Ангеловски | Зурло         |

Остале улоге  ▼
| Глумац                    | Улога           |
| ------------------------- | --------------- |
| Љиљана Јовановска         | Зeната на Зурло |
| Џeмаил Макшут             | Попот           |
| Благоја Спиркоски Џумерко | Ангeлe          |
| Илко Стефановски          | Ране            |
| Тихана Филовска           |                 |
| Шишман Ангеловски         |                 |
| Андреј Митевски           |                 |